# Matsudaira Mitsumichi
Matsudaira Mitsumichi  (松平光通, , 10 de junho de 1636 - 29 de março de 1674)  foi um samurai do início do período Edo da história do Japão. 

## Vida
Mitsumichi foi o segundo filho de Matsudaira Tadamasa.  Em 1645, se tornou o líder do clã e Daimyō do Domínio de Fukui na Província de Echizen . Isto ocorreu porque ao seu meio-irmão Masakatsu foi oferecido o Domínio de Matsuoka (com renda de 50.000 koku) e ao seu jovem meio-irmão, Masachika foi oferecido o Domínio de Yoshie (com renda de 25.000 koku). Por um tempo, por causa da pouca idade do Mitsumichi, os assuntos do Han foram supervisionados pelos vassalos mais antigos, como Honda Tomimasa , que tinha servido o clã desde os tempos de Hideyasu . No entanto, como esses homens eram todos muito idosos, começaram a morrer um por um, e logo Mitsumichi começou a supervisionar pessoalmente o domínio .
Mitsumuchi era famoso por ser um Daimyō sábio, e promulgou vários códigos legais que ajudaram a melhorar seu domínio e sua economia. Ele também era conhecido como um patrocinador do confucionismo, patrono das artes . Em 1658, ele construiu o Daian-zenji como um templo memorial para o clã Matsudaira . 
Em 1661, Fukui se tornou o primeiro han a emitir hansatsu (papel-moeda do domínio)
. 
| Precedido por Matsudaira Tadamasa | - Líder do Clã Yūki-Matsudaira 1645-1674 | Sucedido por Matsudaira Masachika |
| Precedido por Matsudaira Tadamasa | 4º Daimyō de Fukui 1645-1674             | Sucedido por Matsudaira Masachika |